# Йохан Франц фон Бронкхорст-Гронсфелд
Йохан Франц фон Бронкхорст-Гронсфелд (на немски: Johann Franz Graf von Bronckhorst-Gronsfeld; * 1640; † 8 април 1719) е граф на Бронкхорст-Гронсфелд, императорски военен дворцов президент, баварски фелдмаршал в баварското въстание 1705 г., 1715 г. губернатор на Люксембург.

## Произход и военна кариера
Той е най-големият син на граф Йодокус/Йост Максимилиан фон Бронкхорст-Гронсфелд, генерал-фелдмаршал в Курфюрство Бавария, фрайхер на Батенбург († 1662), и съпругата му Анна Кристина Харденрат (1615 – 1692), дъщеря на кмета на Кьолн Йохан фон Харденрат и съпругата му Кристина Гал. Брат му Ото Вилхелм фон Бронкхорст-Гронсфелд (1640 – 1713) е вай-епископ на Оснабрюк и Мюнстер, апостолски викар на Севера.
Йохан Франц е през 1689 г. швабски генерал-вахтмайстер. На 10 юли 1692 г. той е фелдмаршал-лейтенант, става генерал на кавалерията на 15 септември 1692 г. и фелдмаршал на 1 август 1704 г.
На 15 май 1705 г. фелдмаршал Гронсфелд с 8 000 мъже отива пред град Мюнхен и иска веднага да се предаде. Той писмено обещава, че нищо лошо няма да се случи на синовете на курфюрст Максимилиан II Емануел и че жителите ще запазят привилегиите си и градът е даден на 16 май 1705 г. на императорската войска. Фелдмаршал Гронсфелд марширува с 2 816 войника в Мюнхен. Той е сменен на 6 юни 1705 г. от генерал граф Сципиони Багни († 1721).

## Фамилия и наследство
Първи брак: през 1677 г. с Елеонора Филипина фон Фюрстенберг (* 30 април 1654; † пр. 1706/1717), дъщеря на граф Фердинанд Фридрих Егон фон Фюрстенберг (1623 – 1662) и комтеса Франциска Елизабет де Монтришиер († 1668). Бракът е бездетен.
Втори брак: през 1706 г. с Мария Анна фон Тоеринг-Жетенбах (* 1691/1692; † 1731/1738), дъщеря на граф Франц Йозеф фон Тоеринг-Жетенбах (1652 – 1704/1707) и баронеса Мария Урсула де Грамонт (1655 – 1725). Те имат една дъщеря:
- Анна Юстина фон Бронкхорст (* 4 март 1713, Виена; † 25 октомври 1715, Виена), която умира малка

След смъртта на графа графството отива на вдовицата му, която се омъжва за граф Клаудиус Николаус фон Арберг и Валенгин († 1731). Следващата наследничка става тяхната дъщеря Мария Йозефа (* 14 март 1722; † 17 февруари 1754), която се омъжва 1746 г. за граф Макс Емануел фон Тоеринг-Жетенбах († 1773). Бракът е бездетен. Фамилията Тьоринг загубва графството през 1803 г. и получава затова имперското абатство Гутенцел.